# Jethro Tull in Concert
Jethro Tull in Concert is een livealbum van de Britse progressieve-rockband Jethro Tull.

## Geschiedenis
Net als Live at Hammersmith '84 is ook dit album opgenomen in het Hammersmith Odeon te Londen en ook opgenomen door de BBC voor een radio-uitzending. Ook hierop kwamen zoveel positieve reacties dat de BBC de band vroeg of ze het mochten uitbrengen, en deze keer besloot de BBC dat te doen onder hun eigen label. De cd bevat een gedeelte van het concert op 8 oktober 1991 tijdens de tournee Catfish Rising.

## Nummers
1. Minstel in the Gallery / Cross-Eyed Mary
2. This Is Not Love
3. Rocks on the Road
4. Heavy Horses
5. Like a Tall Thin Girl
6. Still Loving You Tonight
7. Thick as a Brick
8. A New Day Yesterday
9. Blues Jam
10. Jump Start

## Bezetting
- Ian Anderson (dwarsfluit, akoestische gitaar, mandoline, mondharmonica, zang)
- Martin Barre (elektrische gitaar)
- Doane Perry (drums)
- David Pegg (basgitaar)
- Martin Allcock (keyboards)